# Temnorhynchus perrieri
Temnorhynchus perrieri är en skalbaggsart som beskrevs av Leon Fairmaire 1899. Temnorhynchus perrieri ingår i släktet Temnorhynchus och familjen Dynastidae. Inga underarter finns listade i Catalogue of Life.